# Ивановка (Астраханская область)
Ивановка — село в Енотаевском районе Астраханской области, находится на правом берегу реки Волги, административный центр Иваново-Николаевского сельсовета.

## История
Село основано в 1786 году пензенским помещиком Иваном Кишенским.

## География
Село находится в дельте реки Волги, на реке Енотаевка, которая отделяется от волжской протоки Воложка чуть южнее селения Фёдоровка.
Уличная сеть состоит из шести географических объектов: ул. Горького, ул. Космонавтов, ул. Набережная, ул. Чечеткина, ул. Садовая, ул. Ленина.
С юга примыкает к селу Николаевка, также основанное помещиком Иваном Кашенским, но в 1833 году

## Население
| 2002 | 2010 |
| ---- | ---- |
| 690  | ↗731 |

## Инфраструктура
- Сельское отделение почтовой связи
- Фельдшерско-акушерский пункт

## Достопримечательности
- Деревянная церковь Покрова Пресвятой Богородицы[4][5]

## Экономика
Основные отрасли экономики — это сельское хозяйство. Промышленности на территории села нет, разработанных минерально-сырьевых источников нет.